# Warzenhonigfresser
Der Warzenhonigfresser (Anthochaera phrygia, Syn.: Xanthomyza phrygia) ist ein 25 Zentimeter großer Vertreter aus der Familie der Honigfresser.

## Aussehen
Diese Vögel haben ein schwarzes Gefieder, das zum Schwanz hin ins Gelbe übergeht. Der Kopf ist schwarz. Die Partie um die Augen ist gelb. Der dünne Schnabel ist grau bis schwarz. Der Hals ist schwarz, die Brust ist ebenfalls schwarz und läuft zum Bauch hin ins Gelbe über. An den Schultern hat er eine gelbe oder weiße Stelle. Der Schwanz ist oben schwarz gefärbt und die Unterseite ist gelblich. Die Beine sind gräulich und rosafarben. Ihre lange Zunge hilft ihnen den Nektar aus den tiefen Blütenkelchen zu entnehmen. Männchen und Weibchen unterschieden sich in der Gefiederfarbe nicht voneinander.

## Verbreitung und  Lebensweise
Diese Art war einst von Queensland, über New South Wales, Victoria, South Australia und im Australian Capital Territory weit verbreitet. Sie leben außerhalb der Brutzeit als Nomaden und ziehen in Schwärmen auf der Suche nach Wasser und Nahrung durch die Landschaft. Der Warzenhonigfresser bewohnt bevorzugt Feuchtwälder mit Eukalyptus und Savannengebiete in der Nähe von Gewässern. Dort halten sie sich bevorzugt im Kronendach hoher Bäume auf. Sie ernähren sich vom Nektar verschiedener Blütenpflanzen, Baumarten wie dem Eukalyptus, Banksien, Obstbäumen und Honigtau oder Manna. Ihren Eiweißbedarf denken sie den Verzehr von kleineren Insekten. Die Laute des Warzenhonigfressers sind laut und sehr schrill. Sie sind auch in Gärten menschlicher Siedlungen anzutreffen. Die Mauser findet nach der Brutsaison statt.

## Fortpflanzung
Die Hauptbrutzeit dieser Art liegt zwischen den Monaten September bis November. Sie bauen ein napfförmiges Nest. Während der Brut sind sie sehr aggressiv gegenüber fremden Artgenossen. Wenn es das Nahrungsangebot zulässt erledigen sie mehrere Bruten in einer Saison. Es werden meist 2 selten auch bis zu 5 Eier ins Nest gelegt. Das Brutgeschäft übernimmt das Weibchen meist allein, nur bei der Fütterung der Jungen wird es vom Männchen unterstützt. Die Brutzeit beträgt ca. 14 Tage. Im Alter von 2 Wochen verlassen die Jungen das Nest zum ersten Mal.

## Gefährdung und Schutzmaßnahmen
Ab den 1940er-Jahren nahm der Bestand dieser Art rapide ab. 1977 wurde der Warzenhonigfresser zum letzten Mal in South Australia  festgestellt. Zurzeit stuft die IUCN diese Art als (Critically Endangered) vom Aussterben bedroht ein. Die Gründe dafür sind der Holzeinschlag, die Umwandlung ihres Lebensraumes in landwirtschaftliche Flächen und die Konkurrenz durch andere Arten aus den Familien der Honigfresser vor allem aus der Gattung der Lederköpfe (Philemon). Um diese Art zu schützen, ist ab dem Jahr 2007 ein Zuchtprogramm in verschiedenen zoologischen Gärten angelaufen.
Aufgrund des zurückgehenden Bestands haben Jungvögel in einigen Gebieten nicht mehr ausreichend viele erwachsenen „Vorbilder“, von denen sie deren arttypischen Gesang übernehmen könnten. Dies hat dazu geführt, dass Männchen sich den arttypischen Gesang nur noch teilweise oder gar den Paarungsgesang anderer Arten aneigneten und dadurch geringere Chancen auf eigenen Nachwuchs hatten.

## Belege
1. ↑  Ross Crates et al.: Loss of vocal culture and fitness costs in a critically endangered songbird. In: Proceedings of the Royal Society B. Band 288, Nr. 1947, 2021, doi:10.1098/rspb.2021.0225.
 How an endangered Australian songbird is forgetting its love songs. Auf: theguardian.com vom 16. März 2021.